# Wojciech Morbitzer

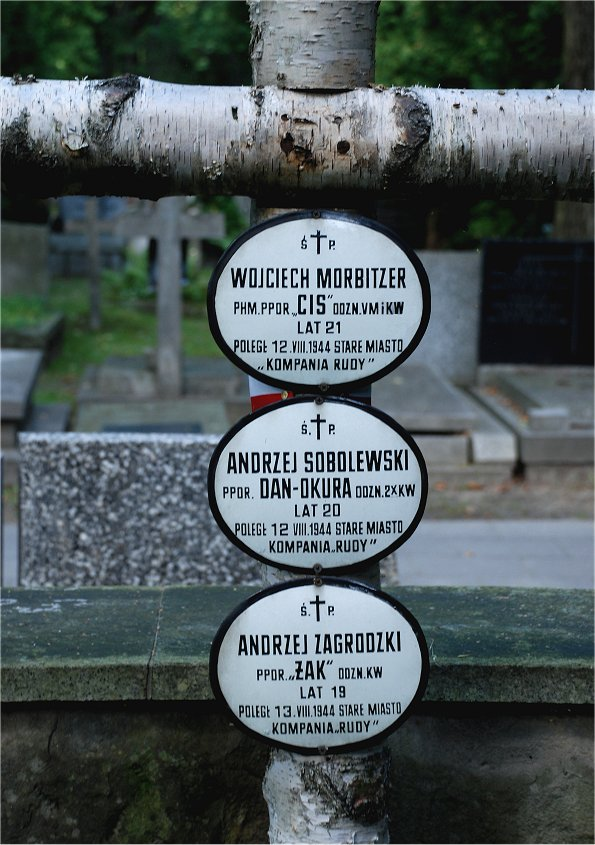
Mogiła na Powązkach

Wojciech Morbitzer ps. Cis (ur. 9 marca 1923, zm. 12 sierpnia 1944 w Warszawie) – podharcmistrz, podporucznik, uczestnik powstania warszawskiego jako dowódca 3. drużyny w I plutonie „Sad” 2. kompanii „Rudy” batalionu „Zośka” Armii Krajowej.
Podczas okupacji działał w polskim podziemiu zbrojnym. Ukończył Szkołę Podchorążych Rezerwy Piechoty „Agricola”.
Poległ 12. dnia powstania warszawskiego w rejonie ul. Stawki na Starym Mieście. Miał 21 lat. Pochowany w kwaterach żołnierzy i sanitariuszek batalionu „Zośka” wraz z ppor. Andrzejem Sobolewskim i ppor. Andrzejem Zagrodzkim na Wojskowych Powązkach w Warszawie (kwatera A20-2-2).
Odznaczony Krzyżem Walecznych i pośmiertnie Orderem Virtuti Militari, rozkazem Dowódcy AK nr 515 z 21 VIII 1944. Uzasadnienie brzmiało: „za wyjątkową odwagę osobistą wykazaną w walkach”.